# Ampelocissus humulifolia
Ampelocissus humulifolia är en vinväxtart som beskrevs av François Gagnepain. Ampelocissus humulifolia ingår i släktet Ampelocissus och familjen vinväxter. Inga underarter finns listade i Catalogue of Life.